# Université de Erzincan Binali Yıldırım
L'université de Erzincan Binali Yıldırım (en turc : Erzincan Binali Yıldırım Üniversitesi) est une université publique située à Erzincan, en Turquie.

## Affiliations
L'université est membre de la Caucasus University Association.

### Facultés
L'université Erzincan, comporte douze facultés.
| Année | Composante                                          |
| ----- | --------------------------------------------------- |
| 1967  | Faculté des sciences de l'enseignement              |
| 1987  | Faculté de droit                                    |
| 1996  | Faculté des sciences de la santé                    |
| 2003  | Faculté des sciences                                |
| 2007  | Erzincan Faculté de médecine                        |
| 2008  | Faculté des sciences économiques et administratives |
| 2009  | Faculté d’ingénierie                                |
| 2010  | Faculté de théologie                                |
| 2012  | Faculté de pharmacie                                |
| 2012  | Faculté des Sciences du Sport                       |
| 2013  | Faculté d'odontologie                               |
| 2018  | Faculté des beaux-arts                              |